# اورلوفکا (شهرستان اوچالینسکی، باشقیرستان)
اورلوفکا (انگلیسی: Orlovka, Uchalinsky District, Republic of Bashkortostan) یک شهرک در شهرستان اوچالینسکی استان باشقیرستان کشور روسیه است.